# Georgien ved sommer-OL 2016
Georgien deltog ved Sommer-OL 2016 i Rio de Janeiro som blev arrangeret i perioden 5. august til 21. august 2016.

## Medaljer
| 2016 Rio de Janeiro | Guld | Sølv | Bronze | Totalt |
| Georgien            | 2    | 1    | 4      | 7      |

### Medaljevinderne
| Georgien under sommer-OL 2016 i Rio de Janeiro | Georgien under sommer-OL 2016 i Rio de Janeiro | Georgien under sommer-OL 2016 i Rio de Janeiro | Georgien under sommer-OL 2016 i Rio de Janeiro | Georgien under sommer-OL 2016 i Rio de Janeiro |
| Medalje                                        | Navn                                           | Sport                                          | Event                                          | Dato                                           |
| ---------------------------------------------- | ---------------------------------------------- | ---------------------------------------------- | ---------------------------------------------- | ---------------------------------------------- |
| Guld                                           | Lasha Talakhadze                               | Vægtløftning                                   | Mændenes +105 kg                               | 16. august                                     |
| Guld                                           | Vladimer Khinchegashvili                       | Brydning                                       | 57 kg fristil                                  | 19. august                                     |
| Sølv                                           | Varlam Liparteliani                            | Judo                                           | Mændenes 90 kg                                 | 10. august                                     |
| Bronze                                         | Lasha Shavdatuashvili                          | Judo                                           | Mændenes 73 kg                                 | 8. august                                      |
| Bronze                                         | Shmagi Bolkvadze                               | Brydning                                       | Mændenes 66 kg græsk-romersk stil              | 16. august                                     |
| Bronze                                         | Irakli Turmanidze                              | Vægtløftning                                   | Mændenes +105 kg                               | 16. august                                     |
| Bronze                                         | Geno Petriashvili                              | Brydning                                       | Mændenes 125 kg fristil                        | 20. august                                     |